# Observatorium
Et observatorium er en institution eller bygning, hvorfra der udføres astronomiske eller geofysiske observationer.
Observationer af himmellegemerne er foregået langt tilbage i tiden, og aktiviteten har til tider været knyttet til religiøse ritualer, som gør det vanskeligt at udpege de tidligste observatorier. Eksempelvis er Stonehenge i England blevet tolket til at være konstrueret ud fra astronomiske observationer, men hvordan og i hvilket omfang der er blevet observeret kan ikke siges med sikkerhed.
I Danmark har fremtrædende astronomer opført egne observatorier:
- Tycho Brahe byggede Uranienborg og Stjerneborg på Hven i 1500-tallet.
- Ole Rømer byggede sit Observatorium Tusculanum ved Vridsløsemagle

Desuden har Københavns Universitet opført observatorier i København og ved Brorfelde ved Holbæk. I dag er disse observatorier lukket for videnskabelig astronomi; i stedet deltager man i internationale observatorier som European Southern Observatory (ESO) i Chile eller Nordic Optical Telescope (NOT) på De Kanariske Øer.

## Luft- og rumobservatorier
Udviklingen i flyve- og rumteknologi har muliggjort etablering af observatorier, der ikke er landbaserede. 
Fra 1960'erne blev etableret flere rumobservatorier under NASA's Great Observatories program. Rumobservatoriet Hubble blev opsendt i 1990 og har bibragt væsentlig astronomisk information. De øvrige rumobservatorier i programmet er Compton Gamma Ray Observatory ((CGRO, udgået i dag), Chandra X-ray Observatory og Spitzer Space Telescope. 
I 2022 blev James Webb-rumteleskopet opsendt. 
Flybaserede observatorier som Stratospheric Observatory for Infrared Astronomy har ligeledes tilvejebragt information om rummet, der kun vanskeligt har kunnet indsamles fra landbaserede observatorier.